# Штадтильм
Штадтильм (нем. Stadtilm) — город в Германии, в земле Тюрингия. 
Входит в состав района Ильм.  Население составляет 4920 человек (на 31 декабря 2010 года). Занимает площадь 17,27 км². Официальный код  —  16 0 70 048.

## Фотографии

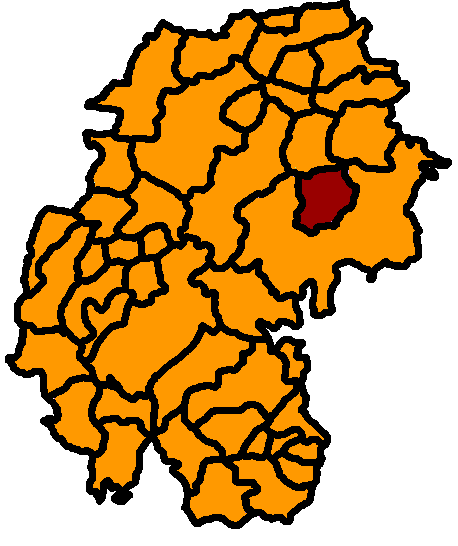
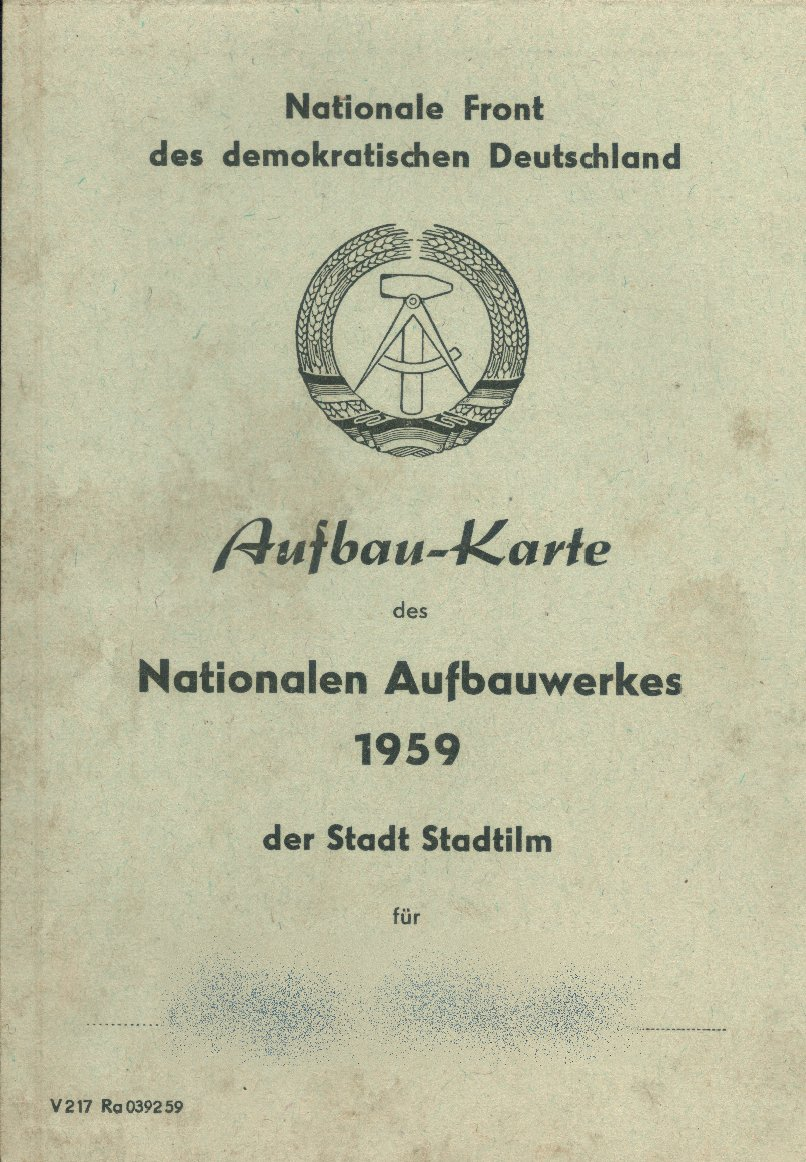
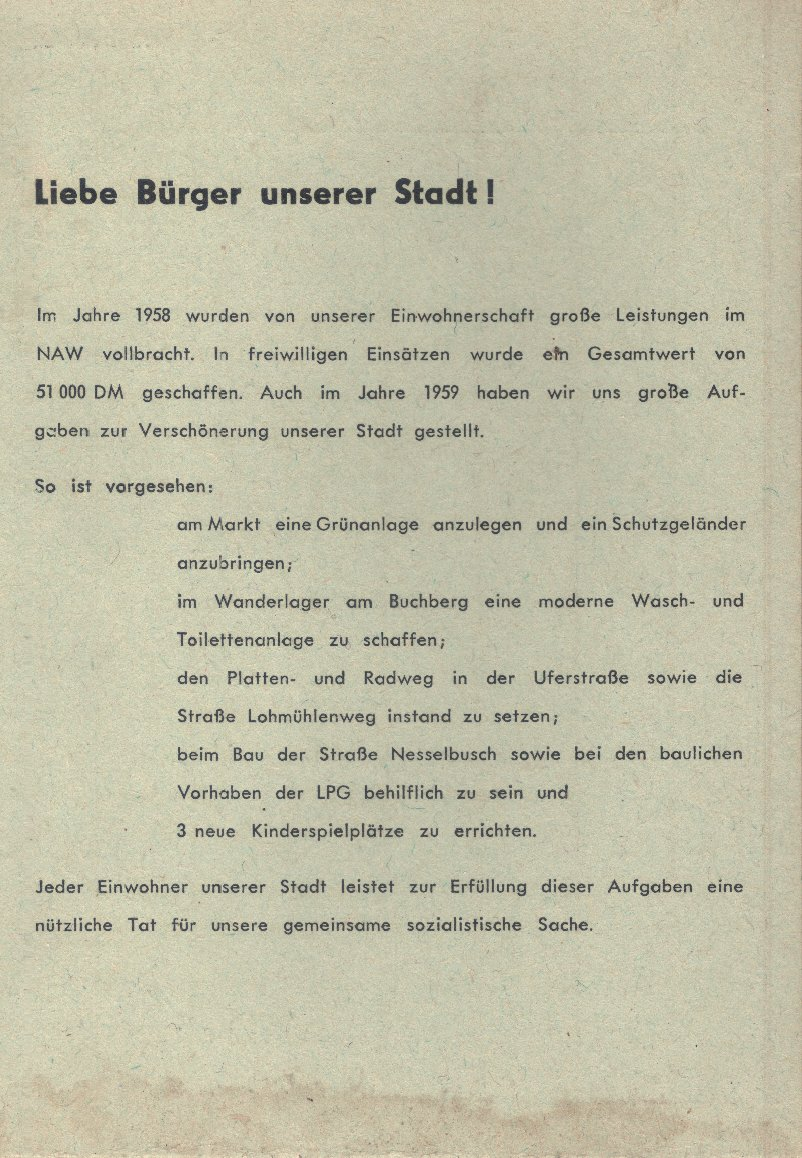
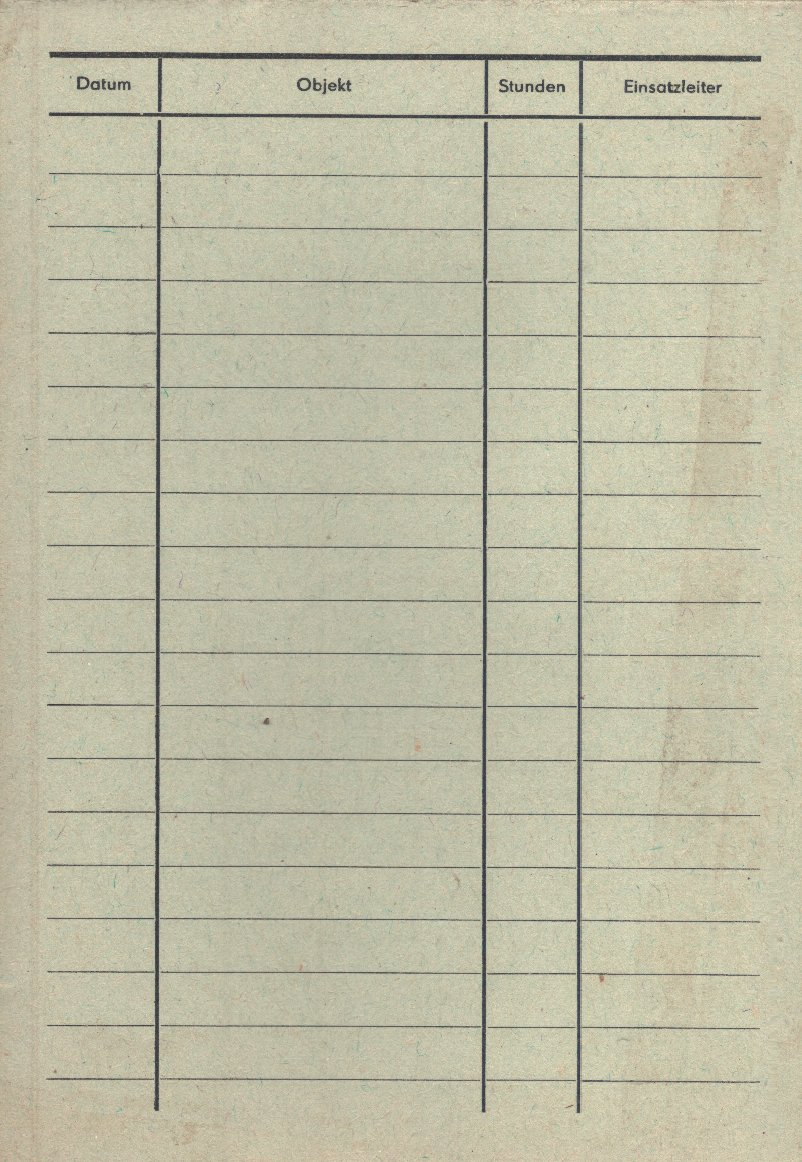
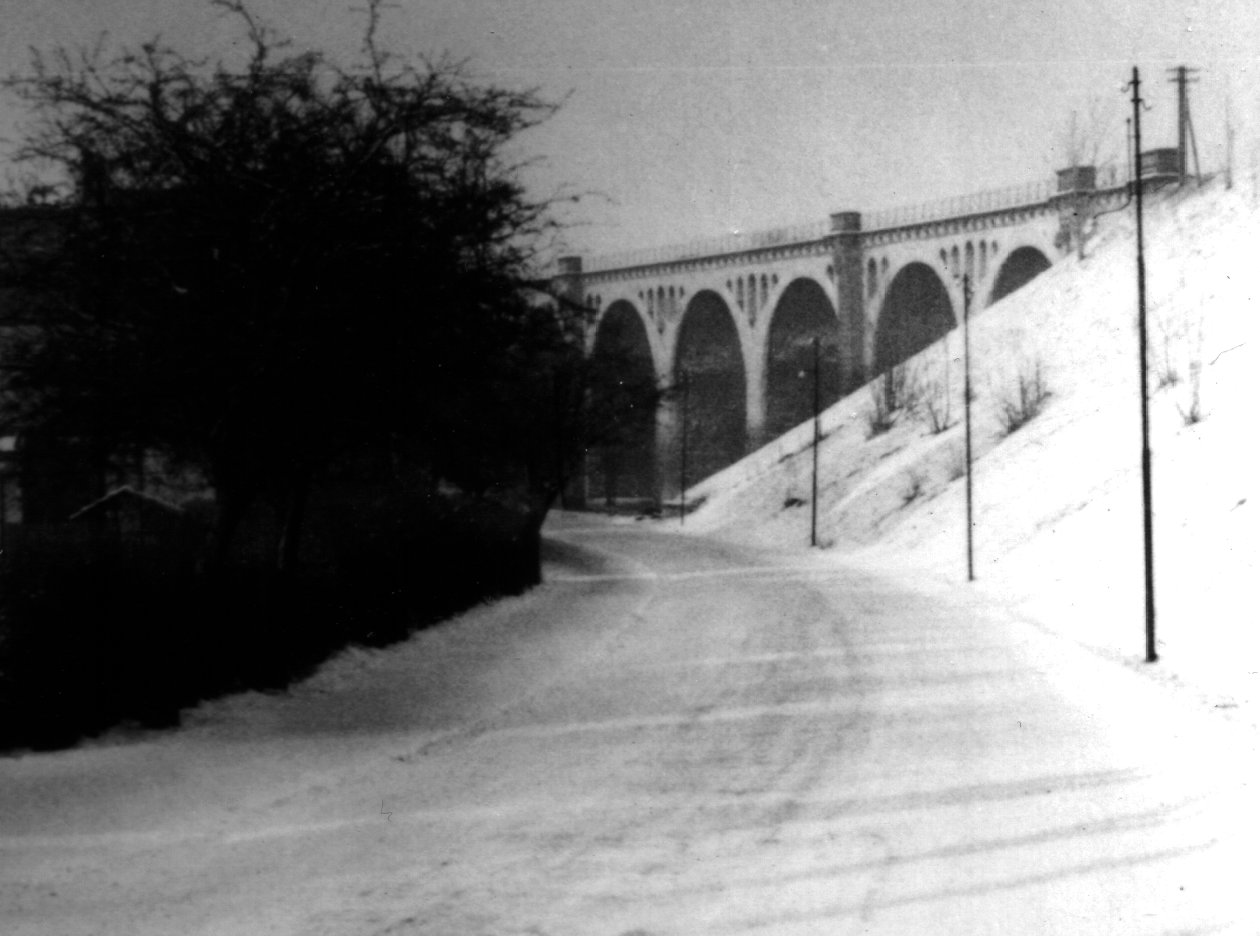
Вокзал
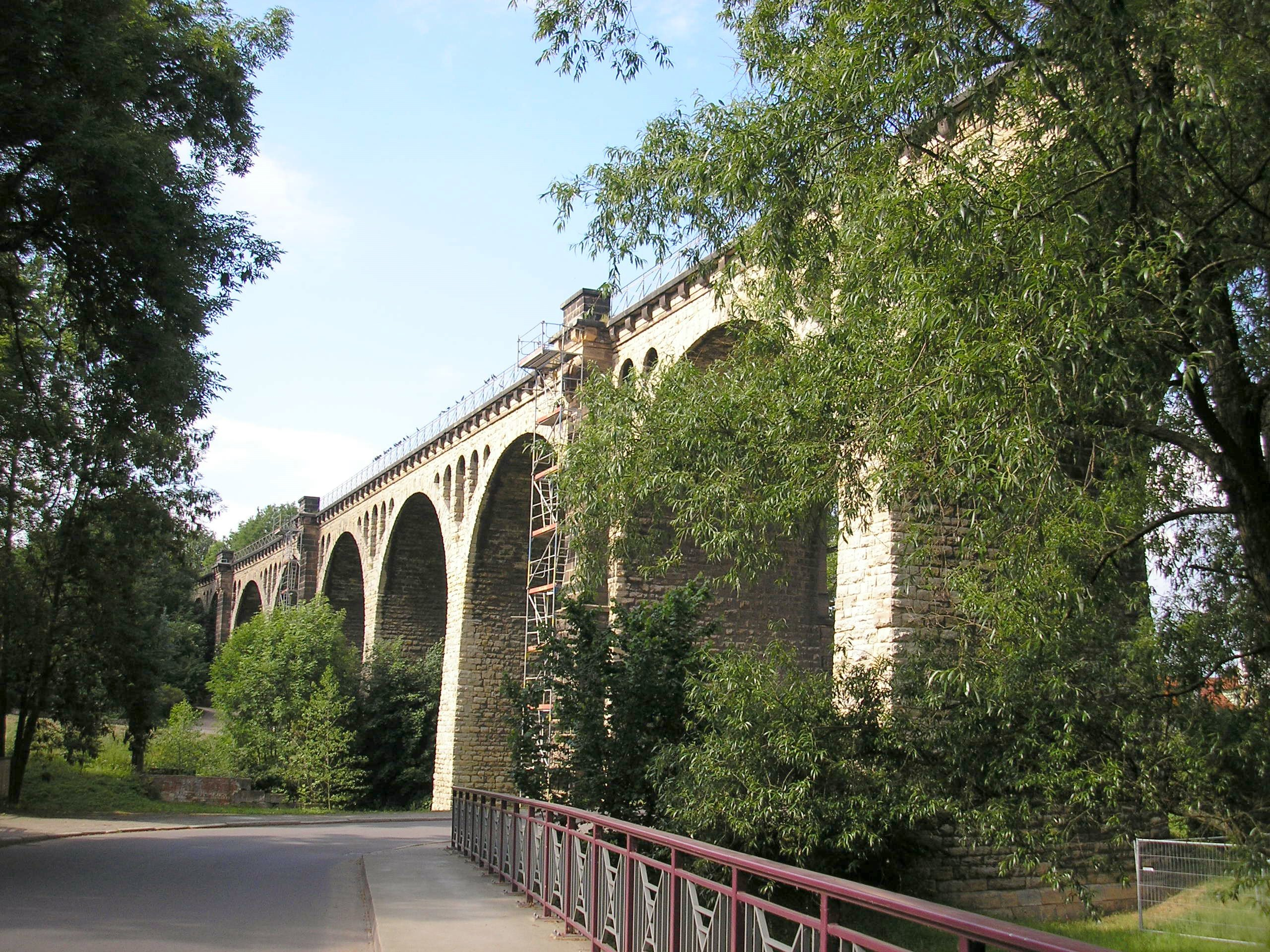
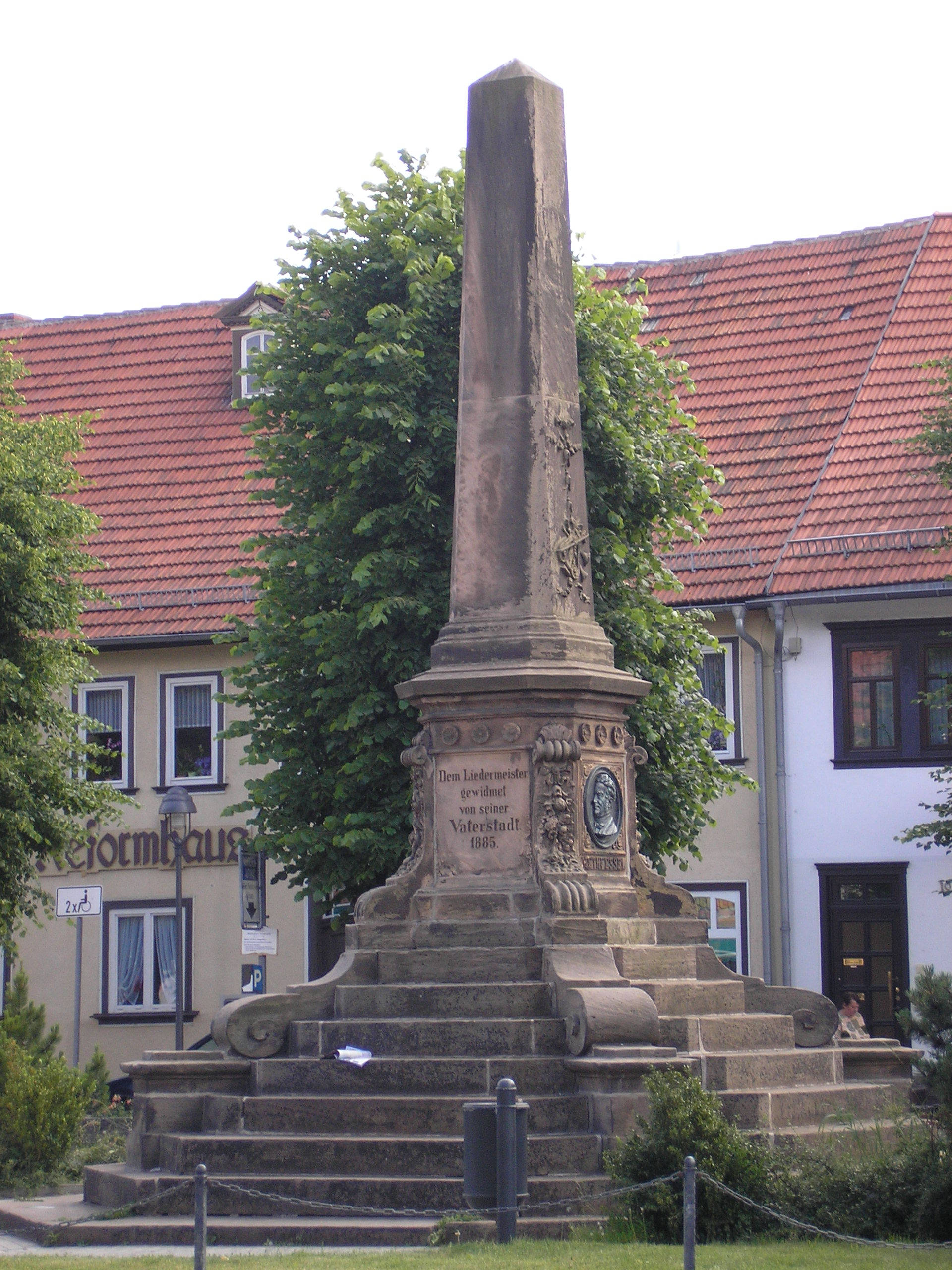